# ژوان اس. والنتین
ژوان اس. والنتین (انگلیسی: Joan S. Valentine؛ زاده ۱ مارس ۱۹۴۵) یک دانشمند در زمینه زیست‌شیمی است. در حال حاضر والنتین مشغول بررسی نقش فلزات واسطه، متالوآنزیم‌ها و استرس اکسیداتیو در سلامتی می‌باشد. مهمترین تخصص او آنیون سوپراکسید و آنزیم عملکردی آن از سال ۱۹۸۰ است. او از سال ۱۹۸۹ تا ۱۹۹۵ به عنوان دستیار ویراستار مجله شیمی معدنی فعالیت می‌کرد و از سال ۱۹۹۴ به عنوان سردبیر حساب‌های تحقیقات شیمیایی فعالیت می‌کرد. او به عضویت آکادمی ملی علوم انتخاب شد.